# コシチュシコ・ストリート駅
コシチュシコ・ストリート駅（Kosciuszko Street）はブルックリン区ベッドフォード＝スタイベサントとブッシュウィックに跨がるコシチュシコ・ストリートとブロードウェイの交差点に位置するニューヨーク市地下鉄BMTジャマイカ線の駅である。J系統が終日停車する。ラッシュ時混雑方向に運転されるZ系統は当駅を通過する。

## 駅構造
| P ホーム階 | 相対式ホーム、右側のドアが開く | 相対式ホーム、右側のドアが開く |
| P ホーム階 | 南行緩行線                     | ← ブロード・ストリート駅行き（マートル・アベニュー駅） ← 通過                                                                          |
| P ホーム階 | 混雑方向急行線                 | → 定期列車なし |
| P ホーム階 | 北行緩行線                     | → ジャマイカ・センター-パーソンズ/アーチャー駅行き（夕ラッシュ：ホールジー・ストリート駅、その他時間帯：ゲイツ・アベニュー駅）→ 通過 → |
| P ホーム階 | 相対式ホーム、右側のドアが開く | |
| M          | 改札階                         | 改札口、駅員詰所、メトロカード自動券売機                                                                                               |
| G          | 地上階                         | 出入口 |

コシチュシコ・ストリート駅は相対式ホーム2面3線の高架駅である。中央の急行線は営業運転には使用されていない。花を主題にしたロナルド・キャロウェイ（Ronald Calloway）作の"Euphorbias"という作品が展示されている。

### 出入口
出入口はコシチュシコ・ストリートとブロードウェイの交差点南東・北東にある。また、ディカルブ・アベニューに面する非常出口がある。

## 外部リンク

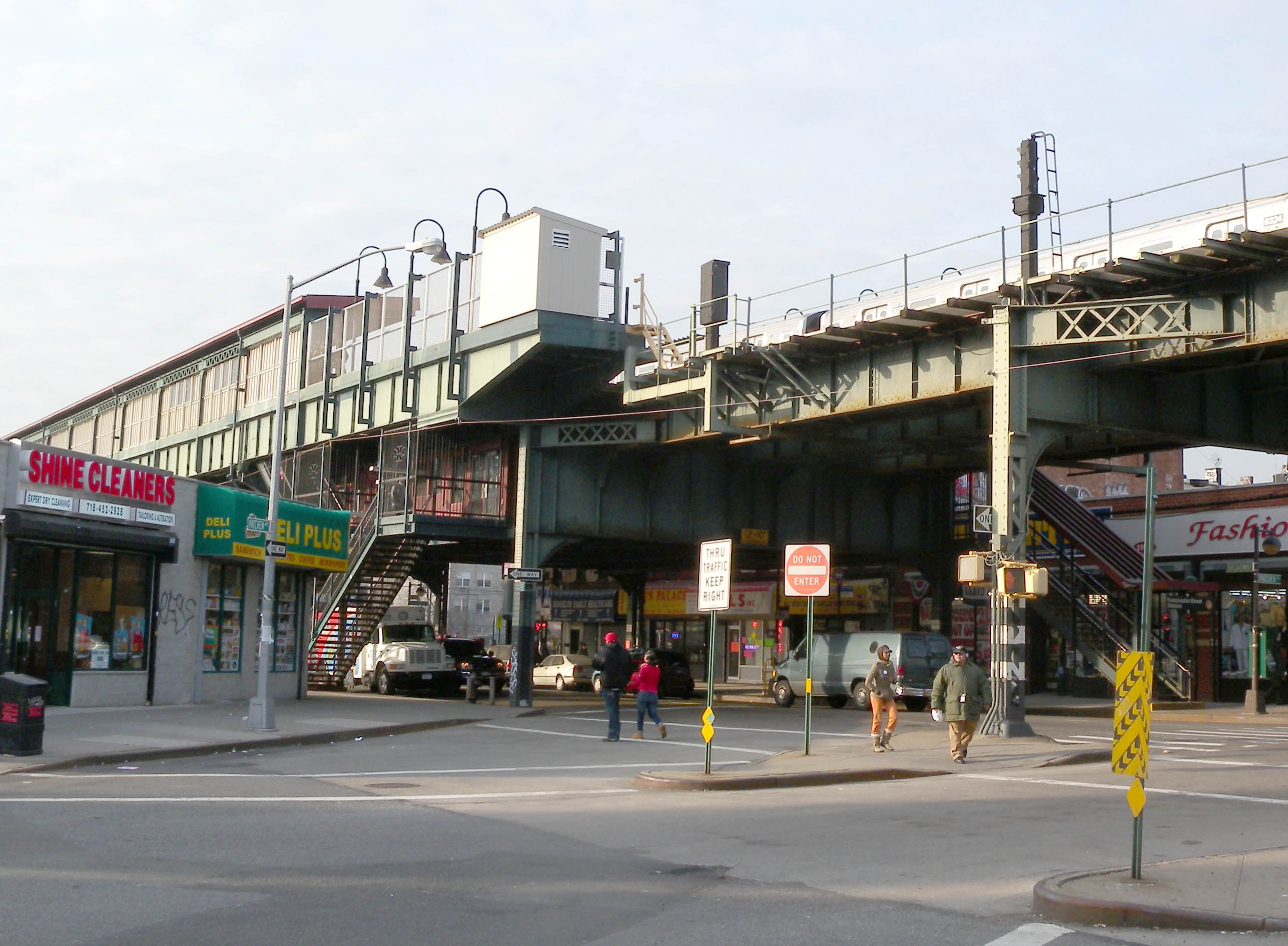
階段